# 빌 메이시

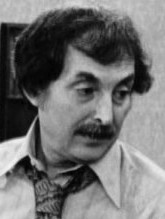

빌 메이시(Bill Macy, 1922년 5월 18일 ~ 2019년 10월 17일)는 미국의 영화배우, 텔레비전 배우, 연극 배우이다.
리비어에서 태어났으며 로스앤젤레스에서 사망하였다.

## 영화
- 로맨틱 홀리데이 (2006년) - 어니 역
- 서바이빙 크리스마스 (2004년) - 두-다 역
- 애널라이즈 디스 (1999년) - 닥터 이삭 소벨 역
- 두 얼굴의 미녀 (1992년)
- 닥터 (1991년)
- 두 남자와 한 여자 (1990년)
- LA 로 (1986년)
- 마데라 의과 대학 (1985년)
- 아름다운 날들 (1982년)
- 바보 네이빈 (1979년)
- 사랑의 유람선 (1977년)
- 살인 연극 (1977년)
- 오! 켈커타! (1972년)
- 올 인 더 패밀리 (1968년) - 유니폼드 폴리스맨 역
- 프로듀서 (1968년)